# Murbach
Murbach là một xã ở tỉnh Haut-Rhin trong vùng Grand Est ở đông bắc Pháp. Xã này có diện tích 6,66 kilômét vuông, dân số năm 1999 là 137 người. Khu vực này có độ cao trung binh 420 mét trên mực nước biển.
Murbach Abbey nằm gần Murbach.